# شارل لو بارژی
شارل لو بارژی (فرانسوی: Charles le Bargy‎؛ ۲۸ اوت ۱۸۵۸ – ۵ فوریهٔ ۱۹۳۶) هنرپیشه و کارگردان اهل فرانسه بود. وی در نخستین فیلم‌های فرانسوی بازی می‌کرد. این هنرمند علاوه بر ایفای نقش‌های جدی، در ایفای نقش‌های کمدی نیز استعداد داشت.